# Lirimiris gigantea
Lirimiris gigantea är en fjärilsart som beskrevs av Druce 1906. Lirimiris gigantea ingår i släktet Lirimiris och familjen tandspinnare. Inga underarter finns listade i Catalogue of Life.